# Faro di Needles
Il faro di Needles si trova all'estremità occidentale dello stack gessoso di The Needles, sull'isola di Wight in Inghilterra.

## Storia
Lo stack di "The Needles" ha sempre rappresentato un pericolo per i naviganti diretti verso Southampton o Portsmouth. Nel 1781 mercanti e armatori sottoscrissero una petizione a trinity House per fare erigere un faro che segnalasse la presenza delle rocce, e nel 1782 ottennero la licenza. Furono necessari ancora tre anni prima che, nel 1785, venissero costruiti tre fari su progetto di R. Jupp, per 30 anni ispettore della Compagnia britannica delle Indie orientali. I fari si trovavano a Needles,  Hurst Point e St Catherine's Point; questi ultimi due sono tuttora attivi. Il primo faro di Needles venne acceso per la prima volta il 29 settembre 1876: la sua torre si trovava in cima ad un'alta scogliera a Scratchell's Bay ed il segnale veniva a trovarsi a 144 metri sopra il livello del mare. Per questo motivo era soggetto ad essere oscurato dalle nebbie marine e quindi non molto utile per i naviganti. Nel 1859 Trinity House pianificò la costruzione di un nuovo faro sulla pila più esterna, vicino al livello del mare ed affidò il progetto all'ingegnere scozzese James Walker (1781–1862).